# Tracés
 (octobre 2024).
Si vous disposez d'ouvrages ou d'articles de référence ou si vous connaissez des sites web de qualité traitant du thème abordé ici, merci de compléter l'article en donnant les références utiles à sa vérifiabilité et en les liant à la section « Notes et références ».
Tracés est une revue de sciences humaines fondée en 2002 par des élèves des Écoles normales supérieures de Lyon et de Cachan, et animée par des jeunes chercheurs en sciences humaines et sociales (histoire, économie, sociologie, philosophie, lettres et langues). Elle s’appuie sur l’association loi de 1901 Tracés, qui a pour but de promouvoir les activités de la revue.

## Principes éditoriaux
Tracés est une revue à comité de lecture qui se donne pour objectif principal d’accroître les échanges transversaux et interdisciplinaires par-delà les cloisonnements institutionnels du champ universitaire en sciences humaines. Elle vise la production et la publication de papiers à la fois spécialisés et lisibles pour les non-spécialistes.
La revue est thématique et a un rythme de parution semestriel. Elle invite deux fois par an sociologues, géographes, historiens, philosophes, anthropologues ou encore critiques d’art (littérature, photographie, peinture etc.) à discuter autour d’un thème ou d’un problème traversant tout le champ des sciences humaines et choisi par le comité de rédaction.
Entre 2009 et 2011, la revue a organisé un cycle de conférences intitulé "À quoi servent les sciences humaines" réunissant, dans le cadre de huit journées d'études, des chercheurs et des non-chercheurs. Ces journées sont publiées dans les Hors Série de la revue (2009-2012).
Elle a coorganisé par deux fois un concours de sociologie visuelle, en collaboration avec l'ENS de Cachan (2004) puis l'ENS de Lyon (2006).

## Organisation
- Éditeur : ENS Éditions.
- Directeur de la publication : Olivier Faron.
- Rédacteur.e.s en chefs : Thomas Angeletti et Manon Him-Aquilli
- Fondateurs : Paul Costey et Arnaud Fossier
- Comité de rédaction : Anaïs Albert, Olivier Allard, Thomas Angeletti, Guillaume Calafat, Pierre Charbonnier, Romain J. Garcier, Samuel Hayat, Yaël Kreplak, Natalia La Valle, Marc Lenormand, Camille Paloque-Bergès, Christelle Rabier, Pierre Saint-Germier et Barbara Turquier.
- ISSN : 1763-0061.
- ISSN électronique : 1963-1812.

- Comité scientifique : 
  - Howard Becker (✝)
  - Sacha Bourgeois-Gironde
  - Olivier Cayla
  - Olivier Christin
  - Jacques Commaille
  - Jean-Charles Darmon
  - Philippe Descola
  - Vincent Descombes
  - Georges Didi-Huberman
  - Didier Fassin
  - Ian Hacking 
  - Bernard Lahire
  - Paul Lichterman
  - Bertrand Marchal
  - Jacques Morizot
  - Paul-André Rosental
  - Jean-Claude Schmitt
  - Quentin Skinner
  - Isabelle Sommier.

- Comité de lecture : Le comité de lecture est propre à chaque numéro. La liste peut être consultée sur le site de la revue.

## Soutiens institutionnels
- ENS de Lyon, ENS Éditions, Conseil régional de Rhône-Alpes.
- Le site de la revue est hébergé par OpenEdition Journals.